# Žiga Škoflek
Žiga Škoflek (sinh ngày 22 tháng 7 năm 1994) là một cầu thủ bóng đá Slovenia và đang thi đấu tại Nga cho câu lạc bộ FC Orenburg.

## Sự nghiệp
Ngày 23 tháng 8 năm 2019, anh gia nhập câu lạc bộ Nga FC Orenburg.
Anh ra mắt giải bóng đá Ngoại hạng Nga cho Orenburg vào ngày 25 tháng 8 năm 2019 trong trận đấu gặp FC Arsenal Tula